# Carl Wernicke
Carl ou Karl Wernicke (Tarnowitz, 15 de maio de 1848 – Gräfenroda, 15 de junho de 1905) foi um médico, anatomista, psiquiatra e neuropatologista alemão. É conhecido por sua pesquisa sobre os efeitos patológicos de específicas formas de encefalopatias e no estudo sobre as afasias, ambos os distúrbios são comumente associados ao seu nome e referidos como encefalopatia de Wernicke e afasia de Wernicke. Sua pesquisa, tal como a de Paul Broca, levou a grandes realizações na localização de funções cerebrais, em especial na fala. 

## Vida pessoal
Karl nasceu em Tarnowitz, uma cidade pequena na Alta Silésia, na Prússia, hoje a cidade de Tarnowskie Gory, na Polônia. Depois de se formar em medicina pela Universidade de Wrocław, em 1870, ele trabalhou no Hospital Allerheiligen, em Breslávia, como assistente do professor de oftalmologia, Ostrid Foerster, por seis meses.
Após servir durante algum tempo como cirurgião do exército, ele retornou ao hospital e trabalhou no departamento de psiquiatria, com o professor Heinrich Neumann, que depois o enviou para Viena por seis meses para estudar neuropatologia com Theodor Meynert, que seria de grande influência em sua carreira.

## Carreira
Karl serviu na Guerra Franco-Prussiana, em 1870, como cirurgião de campo. DE 1876 a 1878, ele trabalhou como primeiro assistente de Karl Westphal, na clínica de psiquiatria e doenças nervosas do hospital universitário Charité, em Berlim. Depois, abriu seu próprio consultório de neuropsiquiatria em Berlim e publicou diversos artigos. Em 1885, sucedeu seu mentor, o professor Neumann, e trabalhou como professor associado em neurologia e psiquiatria em Breslávia, tornando-se chefe do departamento. Em 1890, obteve a cátedra da universidade, acumulando a mesma função na Universidade de Halle-Wittenberg, em 1904, chefiando o departamento de psiquiatria e neurologia clínica.

### Estudos sobre a afasia

Área de Wernicke

Pouco tempo após Paul Broca ter publicado seus achados em déficits de linguagem causados por danos ao que hoje é conhecido como área de Broca no cérebro, Wernicke passou a pesquisar os efeitos do traumatismo craniano na linguagem. Wernicke concluiu que nem todos os déficits de linguagem eram resultado de danos à área de Broca. Notou que lesões na região posterior esquerda do giro temporal superior resultavam em déficits na compreensão da linguagem. Esta região é hoje chamada de área de Wernicke e a síndrome associada é denominada afasia de Wernicke.

## Morte
Karl Wernicke morreu em 15 de junho de 1905, depois de se ferir gravemente em um acidente com uma bicicleta, em uma floresta da Turíngia.

## Síndromes descritas por Wernick
- Afasia de Wernicke
- Encefalopatia de Wernicke
- Síndrome de Wernicke-Korsakov